# Народные смельчаки (Италия)
Народные смельчаки (итал. Arditi del Popolo) — итальянская антифашистская организация, образованная в 1921 г. из анархистов, коммунистов, социалистов, революционных членов профсоюзов, армейских офицеров и др. для противостояния фашистскому террору со стороны чернорубашечников Муссолини. Вдохновителем создания организации стал лейтенант анархистских взглядов Арго Секондари. Были ответом на протофашистские отряды ардити («смельчаков»). Руководство Коммунистической партии Италии во главе с Бордигой первоначально не поддержало «народных смельчаков», Антонио Грамши и Коминтерн критиковали их за сектантство.
Во время гражданской войны в Испании многие бывшие члены дружин вступили в Интернациональные бригады. Во время Второй мировой войны, а именно 25 июля 1943 г., Антонелло Тромбадори и Луиджи Лонго восстановили организацию.